# Grupo Globo
Grup Globo (anteriorment conegut com Organizações Globo) és un conglomerat d'empreses brasileres de l'àrea dels mitjans de comunicació, tot i que també te participació en altres sectors econòmics. És el grup de comunicació més gran d'Amèrica Llatina i un dels més grans de tot el món.

## Història

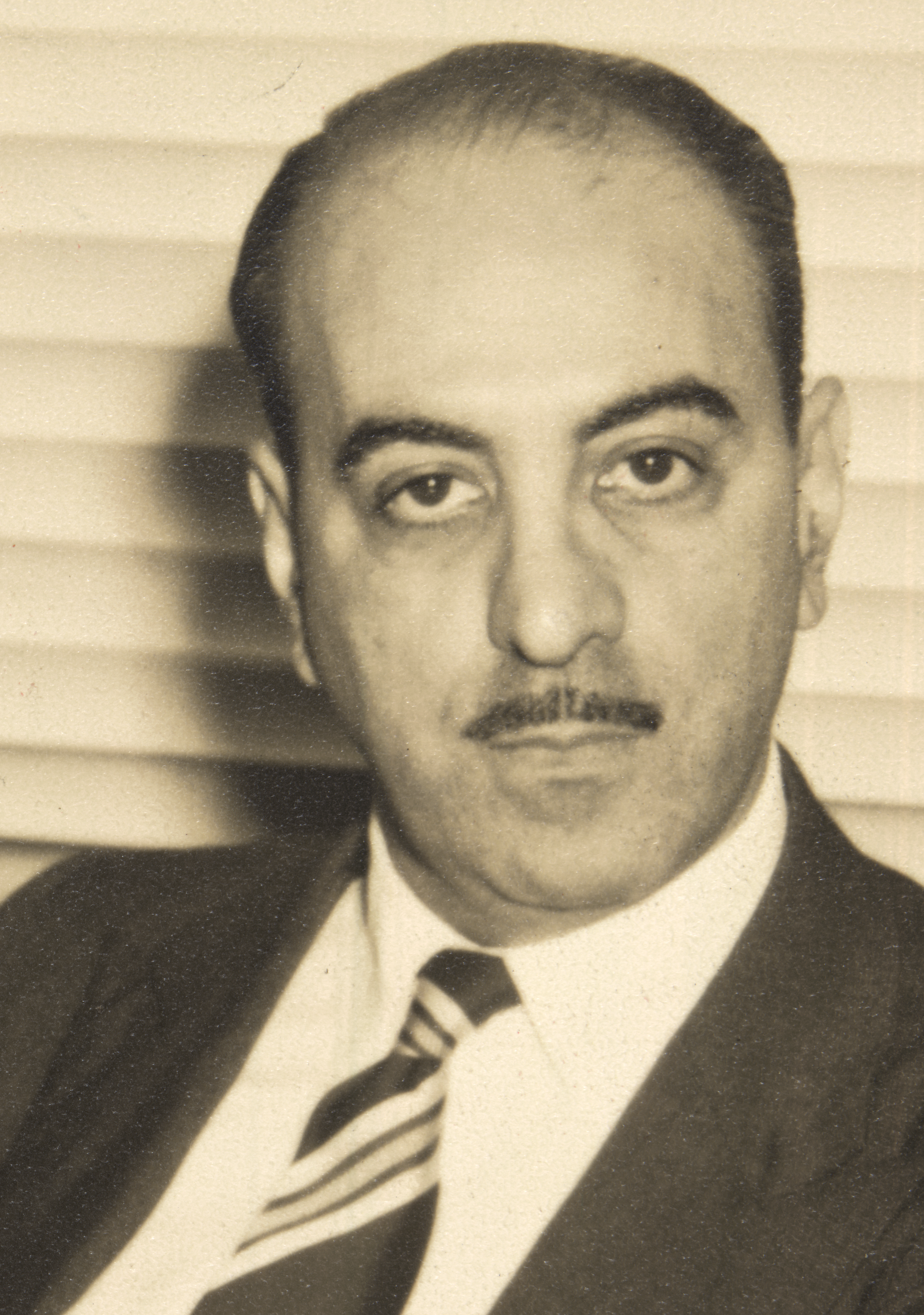
Roberto Marinho

La primera empresa del grup va ser el diari vespertí A Noite, fundat per Irineu Marinho, l'any 1911, a Rio de Janeiro. El 1925, gràcies a l'èxit d'A Noite, Marinho funda un segon diari, l'O Globo, per a competir amb els altres com Correio da Manhã, O Paiz, Gazeta de Notícias, Diário Carioca i Jornal do Brasil. Setmanes després de l'estrena d'O Globo, Irineu Marinho va patir una aturada cardíaca fatal i el seu fill gran, Roberto, va heretar els diaris. Inicialment, la direcció va recaure en Euricles de Matos, mà dreta de Marinho, fins a la mort d'aquest darrer el 1931, moment en què Roberto va passar a dirigir l'empresa.
Va treballar activament en la part periodística i en l'administrativa, i va decidir ampliar el negoci i invertir en altres mitjans, més enllà de la premsa escrita. El 1944, es va inaugurar Rádio Globo, també a Rio de Janeiro. Emperò, el gran salt de l'empresa es va donar amb la creació de Rede Globo (actual TV Globo), que va inaugurar les emissions el 1965. Amb el pas dels anys, i mercès al recolzament explícit al règim militar durant la dictadura (1964–1985) el grup va expandir-se fins a aconseguir i consolidar un monopoli de facto al Brasil, esdevenir el grup de comunicació més gran a l'Amèrica Llatina i establir negocis en l'exterior, com amb l'emissora portuguesa SIC.
La companyia està a càrrec dels fills de Roberto Marinho: Roberto Irineu Marinho, João Roberto Marinho i José Roberto Marinho. El 25 d'agost de 2014, l'empresa va anunciar que adoptaria el nom de Grupo Globo, deixant enrere l'antiga designació, Organizações Globo, marca que havia estat utilitzada des de la inauguració del diari O Globo, el 1925. Un estudi publicat per l'agència de mitjans ZenithOptimedia l'any 2015 (basat en dades de 2013) va situar el Grupo Globo en el 17è lloc d'una llista amb els principals mitjans de comunicació globals. Era la primera vegada que la companyia va aparèixer en aquest rànquing.
El 2020, el grup va posar en marxa un procés de reorganització, concentrant els seus negocis en dos grans paraigües. Globo acull totes les cadenes de televisió, els portals web i els estudis. Aquí podem trobar els canals de televisió TV Globo i Futura (emissió en obert); Canal Brasil, GloboNews, Gloobinho, GNT, Multishow o SporTV (televisió per cable); Globoplay, Premiere o Combate (streaming); globo.com —i els específics g1 i globoesporte—, gshow o Memória Globo (portals web); els estudis de televisió Estúdios Globo i la productora de cinema Globo Filmes. Aquests moviments pretenen retallar despeses i guanyar solidesa per tal de fer front als gegants estatunidencs de la reproducció en línia, com Netflix o Disney+. L'altre gran filial del grup és Editora Globo, la propietària dels diaris O Globo, Extra i Valor i de revistes com Época, Marie Claire, Galileu o Quem (i les respectives versions en línia); responsable de publicar al Brasil les revistes GQ, Vogue i Glamour (llicenciada per Condé Nast Publications); i de l'editorial Globo Livros. El Sistema Globo de Rádio, el conjunt d'emissores de ràdio que inclou Rádio Globo (a Rio de Janeiro), BH FM (a Belo Horizonte) i l'agència Central Brasileira de Notícias, va a passar a dependre d'Editora Globo. Per altra banda, l'històric segell discogràfic Som Livre, que havia estat creat pel grup l'any 1969, va ser venut a Sony Music el 2021.
El grup té una branca de recent creació (2019), Globo Ventures, que gestiona les inversions en start-ups de diversos sectors (immobiliària, criptomonedes, benestar, consum, tecnologia...). També forma part del grup la Fundació Roberto Marinho, creada el 1977 pel creador del grup, i que desenvolupa activitats en les àrees d'educació, patrimoni històric i medi ambient.